# Major League Soccer 2008
La Major League Soccer 2008 è stata la tredicesima edizione del campionato di calcio nordamericano, iniziata il 29 marzo 2008 e conclusa il 23 novembre 2008.
Il numero di partecipanti è aumentato da 13 a 14, grazie al ritorno dei San Jose Earthquakes.

## Formula
Le squadre sono divise in due conference, la “Western Conference” e la “Eastern Conference”, in base alla loro posizione geografica. Lo svolgimento del torneo avviene in due fasi. La prima fase è la stagione regolare, in cui ogni squadra gioca un totale di 30 partite, 15 in casa e 15 fuori. Ogni squadra incontra le altre due volte, una in casa e una fuori, per un totale di 26 partite, in più disputa ulteriori quattro incontri con altrettanti rivali della propria conference. Vengono assegnati tre punti per ogni vittoria e un punto per ogni pareggio.
Hanno accesso ai play-off per il titolo le prime due classificate di ogni conference e le restanti migliori quattro classificate nella classifica generale. Le otto squadre così individuate si sfidano in incontri a eliminazione diretta; vengono disputati incontri di andata e ritorno nei quarti, mentre le semifinali e la finale sono in gara unica: le semifinali in casa della squadra meglio piazzata, la finale su un campo individuato nel corso della stagione.
Similmente alle altre grandi leghe americane di sport professionistici, non è prevista alcuna retrocessione né promozione.
Si qualificano alla CONCACAF Champions League la vincitrice della MLS Cup, la vincitrice del Supporters' Shield (cioè la squadra con più punti al termine della stagione regolare) e l'altra finalista dei play-off. A queste si aggiunge la vincitrice della coppa nazionale, la Lamar Hunt U.S. Open Cup. Se una squadra occupa più di una di queste posizioni si scorre la classifica della stagione regolare fino alla prima non qualificata. Stesso procedimento se una posizione utile è occupata da Toronto, visto che quest'ultima, in quanto canadese, si qualifica alla Champions League tramite il Canadian Championship.
Le prime quattro squadre della classifica generale che non sono già qualificate per la CONCACAF Champions League si qualificano per la SuperLiga nordamericana.

## Squadre partecipanti
| Club             | Stagione | Città          | Stadio                                                                         | Stagione 2007                                       |
| ---------------- | -------- | -------------- | ------------------------------------------------------------------------------ | --------------------------------------------------- |
| Chicago Fire     | dettagli | Chicago        | Toyota Park (Bridgeview)                                                       | 4º nella Eastern Conference                         |
| Chivas USA       | dettagli | Los Angeles    | The Home Depot Center (Carson)                                                 | 1º nella Western Conference                         |
| Colorado Rapids  | dettagli | Denver         | Dick's Sporting Goods Park (Commerce City)                                     | 4º nella Western Conference                         |
| Columbus Crew    | dettagli | Columbus       | Columbus Crew Stadium                                                          | 6º nella Eastern Conference                         |
| FC Dallas        | dettagli | Dallas         | Pizza Hut Park (Frisco)                                                        | 3º nella Western Conference                         |
| D.C. United      | dettagli | Washington     | RFK Stadium                                                                    | Vincitore del MLS Supporters' Shield                |
| Houston Dynamo   | dettagli | Houston        | Robertson Stadium                                                              | 2º nella Western Conference Vincitore della MLS Cup |
| K.C. Wizards     | dettagli | Kansas City    | CommunityAmerica Ballpark                                                      | 5º nella Eastern Conference                         |
| LA Galaxy        | dettagli | Los Angeles    | The Home Depot Center (Carson)                                                 | 5º nella Western Conference                         |
| N.E. Revolution  | dettagli | Foxborough     | Gillette Stadium                                                               | 2º nella Eastern Conference                         |
| N.Y. Red Bulls   | dettagli | New York       | Giants Stadium (East Rutherford, NJ)                                           | 3º nella Eastern Conference                         |
| Real Salt Lake   | dettagli | Salt Lake City | Rio Tinto Stadium (Sandy) (dal 09/10) Rice-Eccles Stadium (dal 29/03 al 20/09) | 6º nella Western Conference                         |
| S.J. Earthquakes | dettagli | San Jose       | Buck Shaw Stadium (Santa Clara)                                                | Non presente                                        |
| Toronto FC       | dettagli | Toronto        | BMO Field                                                                      | 7º nella Eastern Conference                         |

### Allenatori
| Club             | Allenatore                                                                                    |
| ---------------- | --------------------------------------------------------------------------------------------- |
| Chicago Fire     | Denis Hamlett                                                                                 |
| Chivas USA       | Preki                                                                                         |
| Colorado Rapids  | Gary Smith                                                                                    |
| Columbus Crew    | Sigi Schmid                                                                                   |
| FC Dallas        | Steve Morrow (fino al 20 maggio) Marco Ferruzzi (ad interim) Schellas Hyndman (dal 16 giugno) |
| D.C. United      | Tom Soehn                                                                                     |
| Houston Dynamo   | Dominic Kinnear                                                                               |
| K.C. Wizards     | Curt Onalfo                                                                                   |
| LA Galaxy        | Bruce Arena                                                                                   |
| N.E. Revolution  | Steve Nicol                                                                                   |
| N.Y. Red Bulls   | Juan Carlos Osorio                                                                            |
| Real Salt Lake   | Jason Kreis                                                                                   |
| S.J. Earthquakes | Frank Yallop                                                                                  |
| Toronto FC       | John Carver                                                                                   |

## Classifiche Regular Season

### Eastern Conference
|  | Pos. | Squadra         | Pt | G  | V  | N | P  | GF | GS | DR  |
|  | ---- | --------------- | -- | -- | -- | - | -- | -- | -- | --- |
|  | 1.   | Columbus Crew   | 57 | 30 | 17 | 6 | 7  | 50 | 36 | +14 |
|  | 2.   | Chicago Fire    | 46 | 30 | 13 | 7 | 10 | 44 | 33 | +11 |
|  | 3.   | N.E. Revolution | 43 | 30 | 12 | 7 | 11 | 40 | 43 | -3  |
|  | 4.   | K.C. Wizards    | 42 | 30 | 11 | 9 | 10 | 37 | 39 | -2  |
|  | 5.   | N.Y. Red Bulls  | 39 | 30 | 10 | 9 | 11 | 42 | 48 | -6  |
|  | 6.   | D.C. United     | 37 | 30 | 11 | 4 | 15 | 43 | 51 | -8  |
|  | 7.   | Toronto FC      | 35 | 30 | 9  | 8 | 13 | 34 | 43 | -9  |

Legenda:

      Ammesse ai Play-off per il piazzamento nella conference
      Ammesse ai Play-off per il piazzamento in classifica generale

### Western Conference
|  | Pos. | Squadra          | Pt | G  | V  | N  | P  | GF | GS | DR  |
|  | ---- | ---------------- | -- | -- | -- | -- | -- | -- | -- | --- |
|  | 1.   | Houston Dynamo   | 51 | 30 | 13 | 12 | 5  | 45 | 32 | +13 |
|  | 2.   | Chivas USA       | 43 | 30 | 12 | 7  | 11 | 40 | 41 | -1  |
|  | 3.   | Real Salt Lake   | 40 | 30 | 10 | 10 | 10 | 40 | 39 | +1  |
|  | 4.   | Colorado Rapids  | 38 | 30 | 11 | 5  | 14 | 44 | 45 | -1  |
|  | 5.   | FC Dallas        | 36 | 30 | 8  | 12 | 10 | 45 | 41 | +4  |
|  | 6.   | LA Galaxy        | 33 | 30 | 8  | 9  | 13 | 55 | 62 | -7  |
|  | 7.   | S.J. Earthquakes | 33 | 30 | 8  | 9  | 13 | 32 | 38 | -6  |

Legenda:

      Ammesse ai Play-off per il piazzamento nella conference
      Ammesse ai Play-off per il piazzamento in classifica generale

### Classifica generale
|  | Pos. | Squadra          | Pt | G  | V  | N  | P  | GF | GS | DR  |
|  | ---- | ---------------- | -- | -- | -- | -- | -- | -- | -- | --- |
|  | 1.   | Columbus Crew    | 57 | 30 | 17 | 6  | 7  | 50 | 36 | +14 |
|  | 2.   | Houston Dynamo   | 51 | 30 | 13 | 12 | 5  | 45 | 32 | +13 |
|  | 3.   | Chicago Fire     | 46 | 30 | 13 | 7  | 10 | 44 | 33 | +11 |
|  | 4.   | N.E. Revolution  | 43 | 30 | 12 | 7  | 11 | 40 | 43 | -3  |
|  | 5.   | Chivas USA       | 43 | 30 | 12 | 7  | 11 | 40 | 41 | -1  |
|  | 6.   | K.C. Wizards     | 42 | 30 | 11 | 9  | 10 | 37 | 39 | -2  |
|  | 7.   | Real Salt Lake   | 40 | 30 | 10 | 10 | 10 | 40 | 39 | +1  |
|  | 8.   | N.Y. Red Bulls   | 39 | 30 | 10 | 9  | 11 | 42 | 48 | -6  |
|  | 9.   | Colorado Rapids  | 38 | 30 | 11 | 5  | 14 | 44 | 45 | -1  |
|  | 10.  | D.C. United      | 37 | 30 | 11 | 4  | 15 | 43 | 51 | -8  |
|  | 11.  | FC Dallas        | 36 | 30 | 8  | 12 | 10 | 45 | 41 | +4  |
|  | 12.  | Toronto FC       | 35 | 30 | 9  | 8  | 13 | 34 | 43 | -9  |
|  | 13.  | LA Galaxy        | 33 | 30 | 8  | 9  | 13 | 55 | 62 | -7  |
|  | 14.  | S.J. Earthquakes | 33 | 30 | 8  | 9  | 13 | 32 | 38 | -6  |

Legenda:

      Qualificate alla CONCACAF Champions League 2009-2010:
- Columbus Crew vincitori della MLS e del Supporters' Shield
- Houston Dynamo meglio piazzata fra le non già qualificate

      Qualificate ai preliminari della CONCACAF Champions League 2009-2010:
- N.Y. Red Bulls finalisti dei Play-off
- D.C. United vincitore della U.S. Open Cup 2008

      Qualificate alla SuperLiga nordamericana 2009:
- Chicago Fire, N.E. Revolution, Chivas USA e K.C. Wizards

In caso di arrivo a pari punti:
1. Punti negli scontri diretti
2. Differenza reti;
3. Gol fatti;
4. Differenza reti in trasferta;
5. Gol fatti in trasferta;
6. Differenza reti in casa;
7. Gol fatti in casa;
8. Minor numero di punti disciplinari nella League Fair Play table Archiviato il 5 luglio 2020 in Internet Archive.;
9. Lancio della moneta (2 squadre) o estrazione a sorte (3 o più squadre).

## Risultati
Leggendo per riga si avranno i risultati casalinghi della squadra indicata in prima colonna, mentre leggendo per colonna si avranno i risultati in trasferta della squadra in prima riga.

### Eastern Conference
|                 | CHI | CLB | DCU | KCW | NER | NYR | TOR |  | CHI | CLB | DCU | KCW | NER | NYR | TOR |
| --------------- | --- | --- | --- | --- | --- | --- | --- |  | --- | --- | --- | --- | --- | --- | --- |
| Chicago Fire    |     | 2-2 | 1-2 | 0-1 | 4-0 | 1-0 | 2-1 |  |     |     | 0-1 |     |     | 5-2 |     |
| Columbus Crew   | 2-2 |     | 1-0 | 2-1 | 0-1 | 3-1 | 2-0 |  |     |     |     | 3-3 | 4-0 |     |     |
| D.C. United     | 0-2 | 1-2 |     | 2-0 | 2-1 | 4-1 | 4-1 |  |     |     |     |     |     | 0-0 | 3-2 |
| K.C. Wizards    | 0-0 | 0-3 | 2-0 |     | 1-3 | 2-1 | 2-0 |  | 1-1 |     |     |     | 1-0 |     |     |
| N.E. Revolution | 0-3 | 0-1 | 2-2 | 1-3 |     | 1-1 | 2-1 |  | 1-2 |     | 2-1 |     |     |     |     |
| N.Y. Red Bulls  | 1-5 | 2-0 | 4-1 | 1-1 | 1-1 |     | 2-0 |  |     | 3-1 |     |     |     |     | 1-3 |
| Toronto FC      | 3-2 | 0-0 | 1-0 | 2-0 | 1-1 | 1-1 |     |  |     | 1-1 |     | 0-0 |     |     |     |

### Western Conference
|                  | CHV | COL | DAL | HOU | LAG | RSL | SJE |  | CHV | COL | DAL | HOU | LAG | RSL | SJE |
| ---------------- | --- | --- | --- | --- | --- | --- | --- |  | --- | --- | --- | --- | --- | --- | --- |
| Chivas USA       |     | 1-2 | 0-2 | 1-1 | 2-2 | 3-1 | 1-0 |  |     |     |     |     |     | 0-1 | 0-0 |
| Colorado Rapids  | 1-2 |     | 2-1 | 0-0 | 4-0 | 2-0 | 0-2 |  |     |     |     | 1-3 |     | 1-1 |     |
| FC Dallas        | 1-1 | 2-2 |     | 2-2 | 1-5 | 2-1 | 1-1 |  |     | 0-1 |     |     | 4-0 |     |     |
| Houston Dynamo   | 0-0 | 2-1 | 3-3 |     | 3-0 | 4-3 | 2-1 |  | 4-0 |     | 1-1 |     |     |     |     |
| LA Galaxy        | 5-2 | 3-2 | 2-2 | 2-2 |     | 2-2 | 2-0 |  | 1-1 | 3-2 |     |     |     |     |     |
| Real Salt Lake   | 0-1 | 2-0 | 2-1 | 0-0 | 2-2 |     | 3-1 |  |     |     | 3-1 |     |     |     | 0-0 |
| S.J. Earthquakes | 0-1 | 1-1 | 0-0 | 2-1 | 0-3 | 2-3 |     |  |     |     |     | 1-1 | 3-2 |     |     |

### Inter-conference
|                  | CHI | CHV | COL | CLB | DAL | DCU | HOU | KCW | LAG | NER | NYR | RSL | SJE | TOR |
| ---------------- | --- | --- | --- | --- | --- | --- | --- | --- | --- | --- | --- | --- | --- | --- |
| Chicago Fire     |     | 1-0 | 2-1 |     | 1-4 |     | 1-2 |     | 3-1 |     |     | 0-0 | 0-0 |     |
| Chivas USA       | 2-0 |     |     | 2-0 |     | 3-1 |     | 2-1 |     | 1-2 | 1-1 |     |     | 2-1 |
| Colorado Rapids  | 2-0 |     |     | 0-2 |     | 2-0 |     | 2-1 |     | 1-1 | 4-0 |     |     | 0-1 |
| Columbus Crew    |     | 4-3 | 2-1 |     | 2-1 |     | 1-0 |     | 1-0 |     |     | 3-0 | 0-2 |     |
| FC Dallas        | 1-0 |     |     | 1-2 |     | 3-0 |     | 1-1 |     | 0-1 | 2-0 |     |     | 2-2 |
| D.C. United      |     | 0-3 | 3-0 |     | 2-2 |     | 0-2 |     | 4-1 |     |     | 4-1 | 3-1 |     |
| Houston Dynamo   | 2-1 |     |     | 2-0 |     | 0-0 |     | 3-1 |     | 0-2 | 1-0 |     |     | 3-1 |
| K.C. Wizards     |     | 3-2 | 3-2 |     | 1-1 |     | 0-0 |     | 2-0 |     |     | 1-0 | 3-2 |     |
| LA Galaxy        | 0-1 |     |     | 3-3 |     | 5-2 |     | 3-1 |     | 1-2 | 1-2 |     |     | 2-3 |
| N.E. Revolution  |     | 4-0 | 0-1 |     | 2-1 |     | 3-0 |     | 2-2 |     |     | 2-2 | 2-0 |     |
| N.Y. Red Bulls   |     | 1-0 | 4-5 |     | 1-0 |     | 3-0 |     | 2-2 |     |     | 2-1 | 2-0 |     |
| Real Salt Lake   | 1-1 |     |     | 2-0 |     | 4-0 |     | 0-0 |     | 2-1 | 1-1 |     |     | 2-1 |
| S.J. Earthquakes | 0-1 |     |     | 2-3 |     | 2-1 |     | 2-1 |     | 4-0 | 1-1 |     |     | 2-0 |
| Toronto FC       |     | 1-3 | 3-1 |     | 0-2 |     | 1-1 |     | 2-0 |     |     | 1-0 | 0-0 |     |

Fonte: MLSsoccer.com Archiviato il 3 aprile 2018 in Internet Archive.

## Play-off

### Tabellone
|  | Quarti | Quarti          | Quarti | Quarti |  |    | Semifinali     | Semifinali     | Semifinali |  |    | Finale        | Finale         | Finale |
|  |        |                 |        |        |  |    |                |                |            |  |    |               |                |        |
|  | E1     | Columbus Crew   | 1      | 2      |  |    |                |                |            |  |    |               |                |        |
|  | E1     | Columbus Crew   | 1      | 2      |  |    |                |                |            |  |    |               |                |        |
|  | E4     | K.C. Wizards    | 1      | 0      |  |    |                |                |            |  |    |               |                |        |
|  | E4     | K.C. Wizards    | 1      | 0      |  | E1 | Columbus Crew  | 2              |            |  |    |               |                |        |
|  |        |                 |        |        |  | E1 | Columbus Crew  | 2              |            |  |    |               |                |        |
|  |        |                 |        |        |  |    | E2             | Chicago Fire   | 1          |  |    |               |                |        |
|  | E2     | Chicago Fire    | 0      | 3      |  |    | E2             | Chicago Fire   | 1          |  |    |               |                |        |
|  | E2     | Chicago Fire    | 0      | 3      |  |    |                |                |            |  |    |               |                |        |
|  | E3     | N.E. Revolution | 0      | 0      |  |    |                |                |            |  |    |               |                |        |
|  | E3     | N.E. Revolution | 0      | 0      |  |    |                |                |            |  | E1 | Columbus Crew | 3              |        |
|  |        |                 |        |        |  |    |                |                |            |  | E1 | Columbus Crew | 3              |        |
|  |        |                 |        |        |  |    |                |                |            |  |    | E5            | N.Y. Red Bulls | 1      |
|  | W2     | Chivas USA      | 0      | 2      |  |    |                |                |            |  |    | E5            | N.Y. Red Bulls | 1      |
|  | W2     | Chivas USA      | 0      | 2      |  |    |                |                |            |  |    |               |                |        |
|  | W3     | Real Salt Lake  | 1      | 2      |  |    |                |                |            |  |    |               |                |        |
|  | W3     | Real Salt Lake  | 1      | 2      |  | W3 | Real Salt Lake | 0              |            |  |    |               |                |        |
|  |        |                 |        |        |  | W3 | Real Salt Lake | 0              |            |  |    |               |                |        |
|  |        |                 |        |        |  |    | E5             | N.Y. Red Bulls | 1          |  |    |               |                |        |
|  | W1     | Houston Dynamo  | 1      | 0      |  |    | E5             | N.Y. Red Bulls | 1          |  |    |               |                |        |
|  | W1     | Houston Dynamo  | 1      | 0      |  |    |                |                |            |  |    |               |                |        |
|  | E5     | N.Y. Red Bulls  | 1      | 3      |  |    |                |                |            |  |    |               |                |        |
|  | E5     | N.Y. Red Bulls  | 1      | 3      |  |    |                |                |            |  |    |               |                |        |

### Quarti di finale
Andata
| Foxborough 30 ottobre 2008, ore 19:30 UTC-5 | N.E. Revolution | 0 – 0 referto | Chicago Fire | Gillette Stadium (5.221 spett.)\| Arbitro: \| Alex Prus \| |
| Arbitro:                                    | Alex Prus       |               |              |                                                            |

| Arbitro: | Kevin Stott |

|           |           |            |
| Ángel 48’ | Marcatori | 85’ Kamara |

| Arbitro: | Ricardo Salazar |

|               |           |  |
| Movsisyan 90’ | Marcatori |  |

| Arbitro: | Jorge Gonzalez |

|            |           |               |
| Arnaud 53’ | Marcatori | 90+2’ Lenhart |

Ritorno
| Arbitro: | Jair Marrufo |

|                                   |           |  |
| Rolfe 45+2’ Conde 49’ Segares 74’ | Marcatori |  |

| Arbitro: | Ricardo Salazar |

|                     |           |  |
| Evans 7’ Rogers 58’ | Marcatori |  |

| Arbitro: | Michael Kennedy |

|                               |           |                           |
| Kljestan 30’ (rig.) Braun 83’ | Marcatori | 39’ Kovalenko 77’ Morales |

| Arbitro: | Baldomero Toledo |

|  |           |                                            |
|  | Marcatori | 25’ Richards 36’ (rig.) Ángel 81’ Wolyniec |

### Semifinali
| Arbitro: | Terry Vaughn |

|                        |           |             |
| Marshall 49’ Gaven 55’ | Marcatori | 29’ McBride |

| Arbitro: | Jair Marrufo |

|  |           |                   |
|  | Marcatori | 28’ van den Bergh |

### Finale MLS Cup
| Arbitro: | Baldomero Toledo |

|                                    |           |              |
| Moreno 31’ Marshall 53’ Hejduk 82’ | Marcatori | 51’ Wolyniec |

## Statistiche

### Classifica marcatori regular season
| Gol | Rigori |  | Giocatore        | Squadra         |
| --- | ------ |  | ---------------- | --------------- |
| 20  | 4      |  | Landon Donovan   | LA Galaxy       |
| 18  | 4      |  | Kenny Cooper     | FC Dallas       |
| 15  |        |  | Edson Buddle     | LA Galaxy       |
| 14  | 1      |  | Juan Pablo Ángel | N.Y. Red Bulls  |
| 13  |        |  | Brian Ching      | Houston Dynamo  |
| 11  |        |  | Luciano Emilio   | D.C. United     |
| 11  | 2      |  | Conor Casey      | Colorado Rapids |
| 10  | 4      |  | Jaime Moreno     | D.C. United     |
| 9   |        |  | Chad Barrett     | Toronto FC      |
| 9   |        |  | Alejandro Moreno | Columbus Crew   |
| 9   |        |  | Chris Rolfe      | Chicago Fire    |

Fonte:MLSsoccer.com